# Entalinopsis habutae
Entalinopsis habutae is een Scaphopodasoort uit de familie van de Entalinidae. De wetenschappelijke naam van de soort is voor het eerst geldig gepubliceerd in 1933 door Kuroda & Kikuchi.